# Función zeta de Artin-Mazur
En matemáticas, la función zeta de Artin-Mazur es una herramienta para el estudio de las funciones iteradas que aparecen en los sistemas dinámicos y fractales.
La misma es definida como la serie de potencias formal
{\displaystyle \zeta _{f}(z)=\exp \sum _{n=1}^{\infty }{\textrm {card}}\left({\textrm {Fix}}(f^{n})\right){\frac {z^{n}}{n}}},
donde {\displaystyle {\textrm {Fix}}(f^{n})} es el conjunto de puntos fijos del n-esimo iterado de una función iterada f, y {\displaystyle {\textrm {card}}\left({\textrm {Fix}}(f^{n})\right)} es la cardinalidad de este conjunto de puntos fijos.
Notar que la función zeta solo es definida si el conjunto de puntos fijos es finito. Esta definición es formal en el sentido de que no siempre posee un radio de convergencia positivo.
La función zeta de Artin-Mazur es un invariante bajo una conjugación topológica. 
El teorema de Milnor-Thurston establece que la función zeta de Artin-Mazur es la inversa del determinante amasado de f.

## Análogos
La función zeta de Artin-Mazur formalmente es similar a la función zeta local, cuando un difeomorfismo en una variedad compacta remplaza el mapeo de Frobenius por una variedad algebraica sobre un campo finito.
En ciertos casos, la función zeta de Artin-Mazur puede ser relacionada con la función zeta de Ihara de un gráfico.